# Giftgasangriffe von Ghuta

Karte der US-Regierung zu den Gebieten, in denen am 21. August chemische Waffen eingesetzt wurden.

Die Giftgasangriffe von Ghuta vom 21. August 2013 im Syrienkrieg waren eine Reihe von Giftgasangriffen auf von Rebellen gehaltene und umstrittene Gebiete in der Region Ghuta östlich von Damaskus. Eine UNO-Untersuchung vor Ort wies den Einsatz des chemischen Kampfstoffs Sarin in hoch konzentrierter Form nach, der mittels Boden-Boden-Raketen verschossen wurde. Unterschiedlichen Angaben zufolge starben dabei 281, 355, 1429 oder 1729 Menschen. Einige tausend Personen sollen mit neurotoxischen Reaktionen in die Krankenhäuser eingeliefert worden sein. Das beim Giftgasangriff verwendete Sarin stammte aufgrund seiner chemischen Spurenelemente aus denselben Beständen der syrischen Armee wie dasjenige bei anderen Angriffen. Welche Bürgerkriegspartei für den Einsatz des Giftgases verantwortlich war, ist jedoch nach wie vor umstritten.

## Überblick

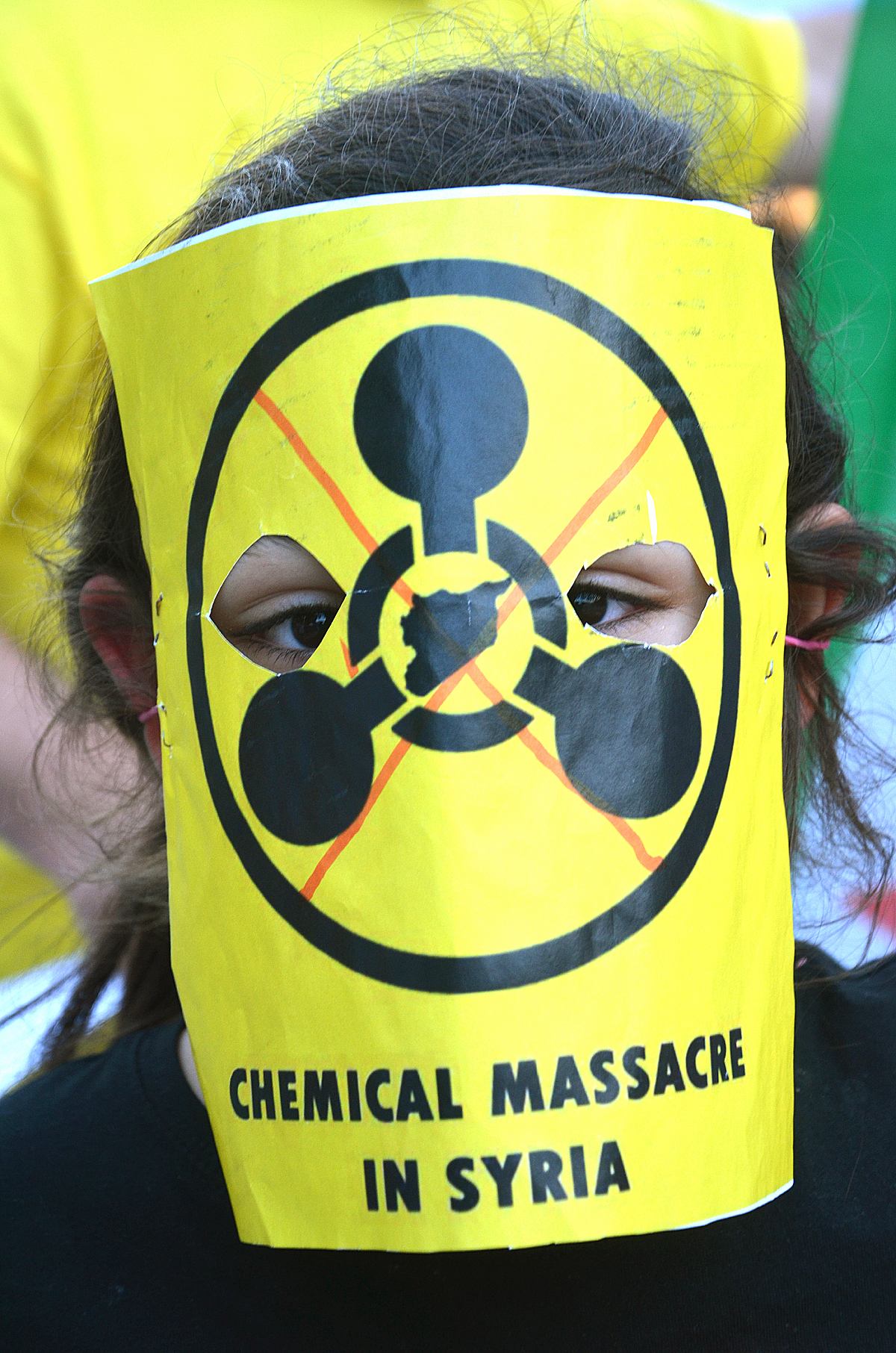
Am 2. Jahrestag der Giftgasangriffe erinnerte dieses Mädchen in Hannover mit einer Maske an die Angriffe.

Während oppositionelle Aktivisten die syrische Regierung von Baschar al-Assad für den Vorfall verantwortlich machen, stritt diese die Berichte über den Einsatz von Chemiewaffen ab. Später bestätigte sie den Vorfall an sich, gab aber an, dass die chemischen Kampfstoffe von den Rebellen gegen Regierungstruppen eingesetzt worden seien und nicht umgekehrt.
Zum Zeitpunkt des Angriffs befand sich nur wenige Kilometer entfernt eine UNO-Expertenkommission, die den mutmaßlichen Einsatz von Chemiewaffen an drei anderen Orten in Syrien untersuchen sollte. Nach der Genehmigung einer Untersuchung durch die syrische Regierung konnte eine Untersuchungskommission der UN mit Ärzten sprechen, einige Opfer untersuchen und Proben sammeln.
Die USA zeigten sich davon überzeugt, dass die syrische Regierung von Baschar al-Assad die Verantwortung für den Vorfall trage und auch andere Staaten wie Frankreich, Großbritannien, Israel und Deutschland äußerten sich ähnlich.
Die Russische Föderation und der Iran legten dagegen eine Verantwortung von Rebellengruppen für den Anschlag nahe.
Während die deutsche Bundesregierung deutliche Konsequenzen forderte, einen Militäreinsatz ohne internationales Mandat jedoch ausschloss, gab US-Präsident Barack Obama am 31. August bekannt, sich zu einem Angriff entschlossen zu haben. Großbritanniens Premierminister David Cameron bekundete nach einer Abstimmung des Unterhauses, in der ein Militäreinsatz abgelehnt wurde, von der Möglichkeit einer militärischen Intervention absehen zu wollen. Frankreich und Saudi-Arabien würden einen Militärschlag unterstützen.

## Hintergrund
Syrien war zum Zeitpunkt des Angriffs einer von fünf Staaten, die die Chemiewaffenkonvention weder unterzeichnet noch ratifiziert haben.
Im Juli 2012 hatte die syrische Regierung erstmals eingeräumt, über chemische Waffen zu verfügen, kündigte aber zugleich an, diese nur im Falle eines Angriffs durch einen anderen Staat einsetzen zu wollen. US-Präsident Obama hatte am 20. August 2012 – fast genau ein Jahr vor dem Angriff – den Einsatz biologischer oder chemischer Waffen als „rote Linie“ bezeichnet, bei deren Überschreitung eine militärische Intervention durch die USA überdacht würde. Wenige Tage später machte die Arabische Liga syrische Regierungstruppen für ein Massaker verantwortlich, bei dem Giftgas eingesetzt worden sein soll.
In den folgenden Monaten wurde sowohl von Seiten der Rebellen als auch von der syrischen Regierung wiederholt behauptet, die Gegenseite habe chemische Kampfstoffe eingesetzt. So warf die Regierung den Rebellen vor, im März 2013 in der Stadt Khan al Assal nahe Aleppo mindestens 25 Menschen durch chemische Waffen getötet zu haben. Insgesamt wurden der UN 13 Einsätze von Chemiewaffen gemeldet. Nach langen Verhandlungen erlaubte Baschar al-Assad Ende Juli 2013 eine Untersuchung von drei der 13 mutmaßlichen Einsatzorte durch eine Expertenkommission der UN. Der Einsatz der Inspektoren verzögerte sich jedoch, da die syrische Regierung keine ausreichende Garantie für die Sicherheit der UNO-Beauftragten geben konnte. Zudem erklärte die UN bereits zu Beginn der Verhandlungen, dass die Klärung der Schuldfrage nicht Teil der Untersuchungen sein werde, sondern lediglich die Frage, ob überhaupt Chemiewaffen eingesetzt wurden.

## Verlautbarungen

### Opposition
Die Angriffe begannen nach Angaben von oppositionellen Medien gegen 3 Uhr in der Nacht in einem von den Rebellen kontrollierten Gebiet von Ghuta im Osten von Damaskus, und bereits am Vormittag des 21. August wurde von einem Angriff auf Rebellenstellungen in Vororten von Damaskus berichtet. Die Gefechtsköpfe der Raketen, mit denen die Rebellen beschossen wurden, hätten Giftgas enthalten. Ersten Augenzeugenberichten zufolge seien dabei Dutzende Menschen an den Folgen des Giftgases gestorben. Die Angriffe fanden in den östlichen Stadtteilen Hammuriyah, Hirista, Irbin, Sepqa, Kafr Batna, Ayn Tarma, Jobar und Zamalka sowie in dem westlichen Stadtteil Muadhamiyah statt. Zeugen erinnerten sich an Geräusche, die nicht wie Explosionen klangen, sondern an das Platzen eines Wassertanks oder das Öffnen einer Limonadenflasche erinnerten. Dann hätten sie einen Geruch wahrgenommen, der dem von Chlor oder Zwiebeln ähnelte. Rebellenkämpfer benutzten ihre Funkgeräte, um vor Kampfstoffen zu warnen, des Weiteren hätten die Lautsprecher am Minarett einer Moschee die Bewohner aufgefordert zu fliehen oder auf den Dächern ihrer Häuser Schutz zu suchen. Viele seien jedoch in ihre Keller geflohen, wo sich das schwere Gas angesammelt und zahlreiche Opfer gefordert habe.

### Syrische Regierung
Die syrische Regierung bezeichnete die ersten Berichte über den Einsatz von Chemiewaffen zunächst als frei erfunden und räumte zunächst lediglich ein, dass sie einige der betroffenen Gebiete mit konventionellen Waffen beschossen habe. Später bestätigte sie einen Zwischenfall mit chemischen Kampfstoffen, behauptete allerdings, dass es die Rebellen gewesen seien, die die Chemiewaffen gegen die Regierungstruppen eingesetzt hätten. Der staatliche Rundfunksender SANA berichtete, Regierungstruppen hätten ein Chemiewaffenlager der Rebellen entdeckt und einige Soldaten hätten Erstickungsanfälle erlitten. In den folgenden Tagen waren die fraglichen Gebiete wiederholt heftigem Bombardement und Raketenbeschuss ausgesetzt, was den Nachweis des Einsatzes von chemischen Waffen erschwerte.

### Organisation Ärzte ohne Grenzen
Nach Angaben der Organisation Ärzte ohne Grenzen wurden innerhalb von drei Stunden 3600 Personen mit neurotoxischen Symptomen in drei Krankenhäuser eingeliefert, von denen 355 gestorben seien. Ein Sprecher der Freien Syrischen Armee berichtete von 1729 Toten und 6000 Verletzten. Unter den Opfern befänden sich zahlreiche Frauen und Kinder, die teilweise im Schlaf überrascht worden seien. Fotos und zahlreiche Videos zeigten aufgereihte Leichen mit Schaum vor Mund und Nase und zumeist ohne sichtbare äußere Verletzungen. Viele von ihnen waren nicht oder nur leicht bekleidet. Die Symptome der Opfer reichten nach Aussagen eines Arztes von Bewusstlosigkeit über Schaum vor Nase und Mund, stark verengte Pupillen, Herzrasen bis hin zu Atemproblemen, die schließlich zum Ersticken führten. Die Organisation Ärzte ohne Grenzen berichtete ebenfalls vom massenweisen Auftreten typischer neurotoxischer Symptome, wie Krämpfen, stark verengten Pupillen und Atemnot. Die Patienten würden mit Atropin behandelt, das bereits vorsorglich von Ärzte ohne Grenzen an die Krankenhäuser verteilt worden war.

### US-Regierung
Die US-Regierung geht mit „ziemlicher Sicherheit“ von einem mit Nervengas durchgeführten Angriff der syrischen Regierung aus. Unter den 1429 Opfern des Angriffs befänden sich 426 Kinder, so die US-Regierung. Sie begründete ihre Anschuldigung gegen die syrische Regierung mit verschiedenen Beweisen, die ihre Nachrichtendienste gesammelt haben sollen. Neben öffentlich zugänglichem Material verwiesen entsprechende Verlautbarungen auch auf geheime Erkenntnisse, die nur dem US-Kongress zur Verfügung gestellt wurden. Darunter sollen sich abgehörte Gespräche zwischen dem syrischen Verteidigungsministerium und dem Chef der Chemiewaffen-Einheit befinden.

### Russland, Iran, Seymour Hersh und die türkische Opposition
Die Russische Föderation und der Iran legten dagegen eine Verantwortung von Rebellengruppen für den Anschlag nahe. Es sei unlogisch, dass der syrische Präsident einen solchen Angriff angeordnet habe, während er mit großer Sicherheit eine internationale Reaktion befürchten musste. Der russische Präsident Wladimir Putin wies darauf hin, dass es unlogisch sei, wenn die syrische Regierung ausgerechnet zu dem Zeitpunkt chemische Waffen eingesetzt hätte, in dem sich UNO-Ermittler im Land aufhielten. Der russische Außenminister Lawrow gab am 26. September 2013 an, dass der Gasangriff vom 21. August mit „selbstgemachtem“ Kampfgas erfolgt sei. Ähnliches hatte Russland schon über die Kampfstoffe bekanntgegeben, die am 19. März verwendet worden waren.
Zu einer ähnlichen Einsicht gelangte der US-amerikanische Investigativjournalist Seymour Hersh, er sprach mit einer Reihe von Geheimdienstlern, die über die aus ihrer Sicht einseitige Darstellung durch die US-Regierung frustriert und wütend waren. Ein Gesprächspartner fühlte sich an die Konstruktion des Casus Belli durch den Tonkin-Zwischenfall von 1964 erinnert. Im April 2014 veröffentlichte Hersh weitere Recherchen, demnach habe der US-Militär-Geheimdienst Defense Intelligence Agency (DIA) unter anderem im Juni 2013 in einem streng geheimen Papier darauf hingewiesen, dass es innerhalb der Al-Nusra-Front eine Gruppe von Terroristen gäbe, die für die Herstellung von Giftgas geschult wurden und dabei von Agenten der Türkei und Saudi-Arabiens unterstützt worden seien. Innerhalb der US-Geheimdienste rumore es, denn man habe offenbar genug Hinweise, die nahelegten, dass die ideologisch bei Al-Qaida angesiedelte Al-Nusra-Front den Anschlag unter falscher Flagge verübt hatte, um einen Einmarsch der USA zu provozieren. Einige US-Geheimdienstleute entschlossen sich, sich gegenüber Hersh zu äußern. Sowohl die Regierung in Washington als auch Ankara wiesen diese Berichte zurück. Für die US-Regierung besteht weiterhin kein Zweifel daran, dass der Giftgasangriff durch die Regierung Assad verübt wurde. Auch der britische Netzaktivist Eliot Higgins (Bellingcat) und der frühere Offizier des U.S. Army Chemical Corps Dan Kaszetta kritisierten die Veröffentlichungen Hershs, ihre Kritik bezog sich dabei vor allem auf die ihrer Ansicht nach unseriösen Quellen, auf denen die Argumentation Hershs basiere.
Die Abgeordneten des türkischen Parlaments der Oppositionspartei CHP Eren Erdem und Ali Şeker stützten die These und machten aufgrund von Gerichtsakten der Staatsanwaltschaft von Adana den türkischen Geheimdienst und dschihadistische Milizen verantwortlich. Sie gaben bei einer Pressekonferenz am 21. Oktober 2015 an, Beweise zu haben, dass bei der Beschaffung und Lieferung das MKE, der türkische Geheimdienst und der Al-Qaida-Terrorist Hayyam Kasap involviert gewesen waren. Das Ziel der türkischen Regierung sei das Gleiche gewesen wie beim illegalen Transfer von Waffen an dieselbe Oppositionsgruppen: Bashar al-Assad stürzen, so Erdem gegenüber der Today’s Zaman, einer der großen Tageszeitungen der Türkei.
Die Staatsanwaltschaft in Ankara leitete ein Verfahren wegen „Hochverrats“ gegen Eren Erdem ein.

## UNO-Untersuchungen
Am 16. September 2013 wurde der UNO-Bericht vorgelegt, in dem der Einsatz des mit Boden-Boden-Raketen verschossenen Nervenkampfstoffes Sarin nachgewiesen wurde. Die Untersuchungen fanden in deutschen, finnischen, schwedischen und schweizerischen Labors statt.
Bereits einige Tage vor dem Angriff war eine UNO-Kommission eingereist, um drei weitere mutmaßliche Schauplätze von Chemiewaffen-Einsätzen zu untersuchen. Sie befand sich zum Zeitpunkt des Angriffs nur wenige Kilometer entfernt. Die syrische Regierung verweigerte den Inspektoren jedoch vorerst eine Untersuchung der von dem Angriff betroffenen Gebiete.
Am Vormittag des 26. August 2013 gelang es der Kommission mit Ärzten zu sprechen, einige Opfer zu untersuchen sowie Blut- und Bodenproben zu entnehmen. Die UNO-Experten verließen Syrien am 31. August und kehrten vom libanesischen Beirut aus mit einem von der deutschen Bundesregierung gecharterten Flugzeug in den Sitz der OPCW in Den Haag zurück.

## Folgen
Nachdem die USA verlauten ließen, im Besitz von geheimdienstlichen Beweisen für die Schuld der syrischen Regierung an dem Giftgaseinsatz zu sein, bezweifelte Russlands Präsident Wladimir Putin die Existenz derartiger Beweise. Er warnte die USA vor einem Militärschlag und forderte sie dazu auf, die Beweise der UN vorzulegen. Unterdessen sprach sich das britische Unterhaus am 29. August in einer Abstimmung gegen eine militärische Intervention aus.
Am 31. August 2013 kündigte US-Präsident Barack Obama die Durchführung eines Militäreinsatzes als Reaktion auf den Vorfall an. Der Einsatz solle zeitlich beschränkt sein und nicht mit Bodentruppen durchgeführt werden. Als oberster Befehlshaber der Streitkräfte habe er sich bereits für den Angriff entschieden, wolle aber noch die Entscheidung des US-Kongresses, der sich ab dem 9. September mit der Angelegenheit beschäftigen will, abwarten, um seiner Entscheidung mehr Gewicht zu verleihen. Den genauen Zeitpunkt des Einsatzes ließ er offen.
Am 9. September 2013 nahm Russland eine Äußerung von US-Außenminister John Kerry auf und machte den Vorschlag, Syrien solle seine Bestände an chemischen Waffen internationaler Kontrolle unterstellen und sie dann zerstören lassen.
In einer Rede vom 10. September 2013 gab US-Präsident Barack Obama der Diplomatie wieder mehr Zeit. Er bat den US-Kongress die Entscheidung über einen Militärschlag aufzuschieben. Eine Militäraktion sei noch nicht vom Tisch, aber Obama machte klar: zuerst müssten alle diplomatischen Mittel ausgeschöpft werden und er unterstütze Russlands Vermittlungsbemühungen im Syrien-Konflikt.
Die syrische Regierung willigte ein, ihre Chemiewaffenvorräte vollständig zerstören zu lassen und trat am 14. September 2013 der Chemiewaffenkonvention bei. Die Vernichtung der Chemiewaffen wurde durch die United Nations Security Council Resolution 2118 geregelt. Am 15. November 2013 erfolgte der Beschluss des Exekutivrats der Organisation für das Verbot chemischer Waffen, über den Plan zur Vernichtung der syrischen Chemiewaffen. Durch die Resolution 2118 wurden die Mitgliedstaaten der Vereinten Nationen dazu ermächtigt, an der Vernichtung der syrischen chemischen Waffen mitzuwirken. Am 23. Juni 2014 erfolgte die erste Übergabe der von Syrien deklarierten Chemiewaffen an ein dänisches und ein norwegisches Containerschiff im Hafen von Latakia. Ein Teil der chemischen Waffen wurde zur Vernichtung direkt in die Vereinigten Staaten und in das Vereinigte Königreich gebracht. Die übrigen syrischen Chemiewaffen wurden in der Zeit vom 7. Juli 2014 bis zum 18. August 2014 an Bord der Cape Ray auf Hoher See im östlichen Mittelmeer durch Hydrolyse neutralisiert. Die Rohstoffe wurden anschließend nach Finnland und Deutschland transportiert. Am 4. Januar 2016 bestätigte die Organisation für das Verbot chemischer Waffen, dass mit der Beseitigung von 75 Fluorwasserstoff-Zylindern in einer Anlage in Texas die Vernichtung aller von Syrien deklarierten Chemiewaffen abgeschlossen sei.

## Internationale Reaktionen
- Volksrepublik China – Das Außenministerium der Volksrepublik China ließ am 23. August verlauten, China verurteile den Einsatz von chemischen Waffen, egal wer sie benutze. Gleichzeitig warnte man vor Vorverurteilungen und verwies auf die anstehenden Ermittlungen der UNO-Inspektoren.[58]

- Deutschland – Angela Merkel ließ verlauten, Deutschland verfolge nicht den Weg einer militärischen Lösung.[59] Nach Aussage des britischen Premierministers David Cameron haben er und Merkel „kaum Zweifel“ an der Schuld der syrischen Regierung.[60] Außenminister Guido Westerwelle forderte Konsequenzen für den Fall, dass sich die Berichte über den Giftgas-Einsatz durch die Assad-Regierung bestätigen sollten. Welche Konsequenzen im Einzelnen in Erwägung gezogen werden könnten, ließ er jedoch offen. Er betonte lediglich, dass eine politische Lösung angestrebt werde.[61] Deutschland erklärte am 7. September, dass man eine Erklärung, die eine deutliche internationale Reaktion gegen die Regierung von Präsident Assad fordert, unterstützt.[62]

- Frankreich – Außenminister Laurent Fabius kündigte bereits am 21. August eine „Reaktion der Stärke“ an, falls sich der Verdacht eines Giftgas-Einsatzes erhärten sollte. Eine Bodenoffensive schloss er jedoch aus.[63] Später erklärte er, den aktuell vorliegenden Informationen zufolge sei Assads Regierung für das Massaker verantwortlich.[59] Präsident François Hollande erklärte am 31. August, dass er sich der am gleichen Tage erfolgten Ankündigung des amerikanischen Präsidenten zu einem kurzen Militärschlag anschließen würde, jedoch noch die Entscheidungen der amerikanischen und der französischen Parlamente abwarten wolle.[64]

- Iran – Der Iran warnte die USA am 25. August vor einer militärischen Intervention. Diese habe „gravierende Folgen für das Weiße Haus“.[65] Die Giftgasangriffe wurden als Versuch von „Terroristen“, die Lage eskalieren zu lassen, bezeichnet. Der iranische Präsident Hassan Rohani verurteilte die Giftgasangriffe und rief zugleich die internationale Gemeinschaft zur Besonnenheit auf;[14] er warnte vor einem Abenteurertum in dieser Region, die irreversible Folgen für die regionale und globale Stabilität hätten.[66] Revolutionsführer Ali Chamenei bezeichnete eine US-Intervention als „Katastrophe für den Nahen Osten“ und schädlich für die USA.[67]

- Israel – Der Minister für strategische Angelegenheiten und für die Nachrichtendienste, Yuval Steinitz, bestätigte die Ansicht Israels, dass der Angriff von der syrischen Regierung ausgegangen sei, „und dies natürlich nicht zum ersten Mal“.[63] Staatspräsident Schimon Peres rief dazu auf, die „Chemiewaffen aus Syrien zu beseitigen“.[68] Zur Abwehr eines eventuell auf einen Angriff der USA folgenden Vergeltungsschlags durch Syrien brachte Israel Raketenabwehrsysteme in Stellung und verlegte Truppen an die syrische Grenze.[69]

- Russland – Bereits bei dem Giftgasangriff im März hatte Russland vor einer Vorverurteilung der syrischen Regierung gewarnt und nach der Durchführung eigener Untersuchungen die Rebellen für den Zwischenfall verantwortlich gemacht.[36] Die Berichte über die erneuten Giftgasangriffe bezeichnete das russische Außenministerium als unglaubwürdig und Provokation der Aufständischen.[70] Nachdem sich die USA von der Schuld Assads überzeugt zeigten, warnte der russische Außenminister Sergei Lawrow am 26. August vor einer militärischen Intervention durch die USA oder ihre Verbündeten, die nur zu mehr Problemen in der Region und mehr Blutvergießen führen werde.[71] Zudem sei ein solches Vorgehen ohne ein UNO-Mandat völkerrechtswidrig.[72] Einen möglichen Vergeltungsangriff auf Syrien unter Berufung auf geheime Erkenntnisse bezeichnete der russische Präsident am 31. August als „unterhalb jeder Kritikwürdigkeit“.[73] Er forderte die USA auf, die von ihnen angeführten Beweise der UNO vorzulegen.[41]

- Saudi-Arabien – Außenminister Saud ibn Faisal rief in einer allgemein gehaltenen Verlautbarung die internationale Gemeinschaft auf, die Gewalt Assads in Syrien zu stoppen. Ein Mitglied des Komitees für Außenangelegenheiten teilte mit, dass die zu erwartenden US-Vergeltungsschläge gegen Syrien zum Ziel haben sollten, Assads Herrschaft zu beenden.[74]

- Syrien – Der syrische Botschafter in New York hat in einem Brief an den Generalsekretär der Vereinten Nationen, Ban Ki-moon, Schutz vor einem möglichen Militärschlag gefordert. Der Generalsekretär trage Verantwortung dafür, dass Syrien nicht angegriffen werde.[75]

- Türkei – Der türkische Außenminister Ahmet Davutoğlu erklärte, die Türkei sei bereit, sich an einer internationalen Aktion zu beteiligen oder einer Koalition gegen die Regierung Assad beizutreten.[36]

- Vereinigtes Königreich – Der britische Außenminister William Hague äußerte bereits am 23. August 2013, die Wahrscheinlichkeit, dass es sich um eine Verschwörung handele, sei verschwindend gering. Am 26. August sagte er, eine militärische Intervention gegen Assads Regierung sei auch ohne UNO-Mandat möglich. Die Möglichkeit eines Angriffs noch in derselben Woche schloss er nicht aus.[36] Der britische Premierminister David Cameron erklärte, er und die deutsche Bundeskanzlerin Angela Merkel hätten „kaum Zweifel“ daran, dass der Giftgas-Einsatz von der syrischen Regierung ausgegangen sei.[60] Hague äußerte auch Zweifel am Erfolg der Untersuchungen durch die UNO-Inspekteure: „Viele der Beweise könnten inzwischen durch Artilleriebeschuss zerstört worden sein“.[60] Am 29. August 2013 lehnte das Unterhaus mit knapper Mehrheit (285:272 Stimmen) einen Militäreinsatz ab.[76] Obwohl die Abstimmung keine bindende Wirkung hat, kündigte Premierminister Cameron an, die Entscheidung zu akzeptieren und von einem Einsatz der Streitkräfte abzusehen.[20] Umfragen hatten ergeben, dass mehr als die Hälfte der Briten einen Militäreinsatz ablehnen.[20]

- Vereinigte Staaten – Die US-Regierung äußerte sich zunächst zurückhaltend und erklärte, die Berichte noch nicht endgültig bestätigen zu können. Der republikanische Senator John McCain rief Obama zum Handeln auf, um nicht seine Glaubwürdigkeit zu verlieren. Er schlug zudem die Zerstörung der syrischen Luftwaffe vor, um eine Flugverbotszone einzurichten.[77] Am 25. August 2013 erklärte die Regierung: „Zu diesem Zeitpunkt herrschen kaum Zweifel mehr, dass das syrische Regime bei diesem Vorfall eine Chemiewaffe gegen Zivilisten einsetzte.“ Sie ließ jedoch offen, auf welche Weise sie auf den „willkürlichen Einsatz von Chemiewaffen“ reagieren will. Umfragen ergaben derweil, dass nur 9 % der Amerikaner einen Militäreinsatz befürworten würden; sollten sich die Vorwürfe gegen die Regierung Assad als wahr herausstellen, wären es 25 %. Präsident Obama erklärte am 29. August, sein Verhalten sei noch nicht entschieden: man solle die Heimkehr der UNO-Kommission und ihren Bericht abwarten.[78] Am 30. August legte Außenminister John Kerry eine Landkarte und einen Geheimdienstbericht vor, der die syrische Regierung verantwortlich macht.[79] Am 31. August kündigte Barack Obama einen Militärschlag an. Er entschied dann jedoch, die Zustimmung zum Angriff dem US-Kongress zur Entscheidung vorzulegen.[19]

- Vatikanstadt – Papst Franziskus forderte ein Ende der Gewalt in Syrien und verurteilte den Einsatz von chemischen Waffen. Der Einsatz von Gewalt führe niemals zum Frieden, Krieg bringe Krieg hervor, Gewalt bringe Gewalt hervor, so der Papst.[80] In einem Brief an den russischen Präsidenten Putin forderte der Papst die G-20-Länder dazu auf, nicht „untätig“ bei der Suche nach einer Friedenslösung zu bleiben, um „ein Massaker zu verhindern“.[81][82]

## Position der UN
- UNO – Als Reaktion auf Gerüchte von einem geplanten Militärschlag warnte Generalsekretär Ban Ki-Moon vor einem Alleingang der USA oder eines anderen Staates. Falls sich die Vorwürfe bestätigen sollten, sei es Sache der UN, eine Lösung zu finden.[83]